# Sterculia quinqueloba
Sterculia quinqueloba är en malvaväxtart som först beskrevs av Christian August Friedrich Garcke, och fick sitt nu gällande namn av Karl Moritz Schumann. Sterculia quinqueloba ingår i släktet Sterculia och familjen malvaväxter. Inga underarter finns listade i Catalogue of Life.